# Крулевець (Мазовецьке воєводство)
Крулевець (пол. Królewiec) — село в Польщі, у гміні Мінськ-Мазовецький Мінського повіту Мазовецького воєводства.
Населення — 522 особи (2011).
У 1975-1998 роках село належало до Седлецького воєводства.

## Демографія
Демографічна структура станом на 31 березня 2011 року:
|          | Загалом | Допрацездатний вік | Працездатний вік | Постпрацездатний вік |
| -------- | ------- | ------------------ | ---------------- | -------------------- |
| Чоловіки | 267     | 58                 | 185              | 24                   |
| Жінки    | 255     | 47                 | 171              | 37                   |
| Разом    | 522     | 105                | 356              | 61                   |